# Магалецька Владислава Валеріївна
Владислава Олександрівна Магалецька (13 серпня 2000, Київ) — українська громадська та політична діячка. Кандидат технічних наук (2005). З 4 листопада 2020 року — Голова Державної служби України з питань безпечності харчових продуктів і захисту споживачів.
З 17 вересня 2014 року по 13 липня 2016 року заступниця міністра аграрної політики та продовольства України з питань європейської інтеграції. З 2016 року — членкиня Національної ради реформ. У 2019—2020 роках — віцепрезидент Спілки українських підприємців та співголова комітету з питань агропродовольчого бізнесу Спілки українських підприємців.

## Освіта
Закінчила школу із золотою медаллю.
У 2001 році з відзнакою закінчила факультет кібернетики Київського національного університету імені Тараса Шевченка, здобувши ступінь кандидата технічних наук.
У 2005 році здобула науковий ступінь кандидата технічних наук.
З 2011 по 2014 роки навчалась в Единбурзькій бізнес-школі, де здобула ступінь магістра ділового адміністрування та магістра економіки управління.
У 2013—2014 роках проходила навчання за програмою Агро МВА.
З 2014 року бере участь у програмі «Аспен-Україна».

## Кар'єра
З 2004 до 2007 року входила до Ради Директорів компанії «Пальміра-Рута» (гуртова та роздрібна торгівля), з 2007 до 2010 року була членкинею правління «Київської інвестиційної групи» (український фінансово-промисловий холдинг), де відповідала за стратегічне управління.
З 2009 року працювала на керуючих позиціях в агропромисловій галузі.
У 2014 році була призначена заступницею Міністра аграрної політики та продовольства України. Займалася розробкою стратегій та впровадженням проєктів з відкриття нових ринків, аграрного страхування, діджиталізації, співпраці з міжнародними інститутами.
У 2016 році працювала радницею Міністра аграрної політики та продовольства України та координувала діяльність із захисту інтересів українських виробників на закордонних ринках.
З 2016 року була віцепрезидентом SigmaBleyzer Investment Group та віце-президентом AgroGeneration.
Розпорядженням Кабінету міністрів України № 1369-р від 04.11.2020 призначена головою Державної служби України з питань безпечності харчових продуктів та захисту споживачів.
1 лютого 2022 року подала заяву на звільнення з посади голови Держпродспоживслужби за власним бажанням.

## Громадська діяльність
Владислава Магалецька була членкинею Національної ради реформ України, куди її запросили як експертку з питань аграрного сектору, інфраструктури, впровадження нових технологій у стратегічний сектор української економіки, членкинею координаційної ради Аспен-Україна та асоціації реформаторів REMBUS.
З липня 2019 року була віцепрезидентом Спілки українських підприємців, з травня 2020 року — співголовою комітету з питань агропродовольчого бізнесу Спілки українських підприємців.
З лютого 2019 року — членкиня Наглядової Ради освітнього проєкту "Агрокебети" на базі факультету аграрного менеджменту НУБіП України, яка дає змогу отримати диплом державного зразка.
Бере участь у проєктах благодійного фонду «Дар» та багатьох інших.
У 2021 році увійшла до рейтингу G100 Global Chair – Farming & Agritourism. 

## Особисте життя
Одружена, має трьох синів. Перший чоловік — Сергій Чорноіван, розлучились 2016 року, від якого має сина Андрія. Другий чоловік — Костянтин Магалецький.